# Cryptophleps buala
Cryptophleps buala är en tvåvingeart som beskrevs av Daniel J. Bickel 2006. Cryptophleps buala ingår i släktet Cryptophleps och familjen styltflugor. Inga underarter finns listade i Catalogue of Life.